# Îles Andaman
Pour les articles homonymes, voir Andaman.
Les îles Andaman sont un archipel situé dans le nord-ouest de la mer d'Andaman. Elles forment l'un des deux districts du territoire indien des îles Andaman-et-Nicobar. La ville de Port Blair est la plus grande ville de ces îles et la capitale administrative du territoire. Les îles comptent 314 239 habitants.

## Toponymie
Le nom Andaman provient de Handuman la forme malaise du nom du dieu hindou Hanumān.
Toutefois, une étymologie alternative est aussi avancée : Andaman viendrait de la traduction du sanskrit nagnamanaba, signifiant « homme nu », le mot Nicobar venant lui aussi du tamil nakkavaram signifiant « nu ». Ceci semble corroboré par l'appellation chinoise désignant ces contrées, Ch'u luan-wu (litt. « pays des montreurs de testicules »),. Il est possible que ces dénominations aient leur source dans l'observation de loin des Andamanais, populations autochtones des îles qui, jusque vers la fin du XXe siècle, vivaient en effet nus.

## Géographie
Les îles Andaman comptent environ 550 îles (dont 38 sont habitées) situées en mer d'Andaman, à sa limite avec le golfe du Bengale, à 281 km au sud-sud-ouest des côtes birmanes, 507 kilomètres séparant ces dernières de Port Blair, la capitale. Les îles sont des restes de la chaîne montagneuse reliant la Birmanie et l'Indonésie, qui s'est enfoncée dans les mers et a laissé un volcan endormi sur l'île Narcondam et un autre en activité : l'île Barren, située à 138 km à l'est-nord-est de Port Blair, et qui abrite le seul volcan actif de l'Inde. Le point culminant de l'archipel est Saddle Peak avec 732 m. Les îles connaissent un climat tropical et sont couvertes de forêts denses, offrant l'hospitalité à une variété impressionnante de flore et faune tropicales (poisson-papillon d'Andaman).
Le principal archipel, la Grande Andaman comprend : Andaman du Nord, Andaman du centre, Andaman du Sud, Baratang et l'île Rutland.

## Histoire
Marco Polo, avait qualifiié ces îles de « pays des chasseurs de têtes ». Ces propos seront confirmés plus tard par Nicolò de' Conti. Elles furent explorées en 1607 par Peyraud, voyageur français. Sous le nom de Frederiksøerne, elles font partie de l'Inde danoise à partir de 1754. Les Britanniques, à la recherche d'un lieu de déportation pour leurs prisonniers politiques et de droit commun, les achètent à la couronne danoise en 1789, et y débarquent en 1791. Pendant un siècle, en partie à cause de tensions entre la Compagnie britannique des Indes orientales et la Couronne, l'empire choisit de ne pas gérer du tout les affaires de l'archipel. À partir du XIXe siècle en revanche, les Britanniques bâtissent le plus grand bagne politique du monde, qu'ils ont voulu « modèle » et qui s'est avéré d'une cruauté sans pareille (Cellular Jail). Lors de la Seconde Guerre mondiale, l'archipel a été occupé par les troupes japonaises. Elles ont alors été placées sous l'autorité nominale du Gouvernement provisoire de l'Inde libre. À la fin de la guerre, les îles se sont retrouvées à nouveau sous contrôle britannique, puis en 1947 partie intégrante du nouvel État indien.
L'armée indienne a investi de nombreuses îles pour y créer des bases navales. En effet, sur un plan stratégique, l'archipel est idéalement situé : il donne à l'Inde un espace maritime immense, en plus du contrôle presque total du golfe du Bengale et de la mer d'Andaman.

## Population

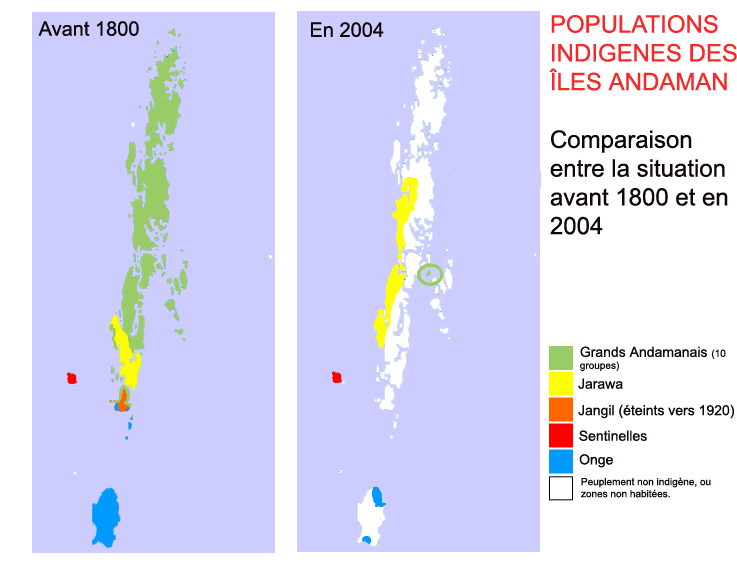
Évolution de la population indigène sur 2 siècles.

Le gouvernement indien a incité les habitants du continent à venir s'installer sur l'archipel en leur offrant des terres. Il en est résulté un très fort accroissement de la population des îles et une mise en minorité des peuples indigènes sur l'archipel. Selon l'ONG Survival International qui défend les droits des peuples indigènes du monde entier, la colonisation s'est avérée létale pour ces tribus : elle a propagé des maladies (par exemple, en 1999, une épidémie de rougeole et de pneumonie a touché la moitié de la population Jarawa et 10 % en sont morts), entraîné une perte d'identité et un état de dépendance, rendu les autochtones vulnérables à l'alcoolisme, au désespoir et au suicide. De même qu'une faune et une flore diversifiées et endémiques existent sur ces îles, cinq ethnies de chasseurs-cueilleurs y vivent, surnommées aussi "Négritos". Des linguistes tentent de regrouper les langues de ces populations en une famille dite des langues des Andaman.
Le nom générique de Négritos vient de leur apparence physique. Leur physionomie est nettement distincte de celles des peuples asiatiques qui les entourent ; plus petits, avec une peau très foncée, les Jarawa par exemple ont des cheveux noirs crépus. Ils se seraient séparés des autres populations il y a environ 60 000 ans (d'après les études sur leurs divergences génétiques). Comme l'indique George Weber (président de l’association Andaman), leur installation sur les îles Andaman ne date d'ailleurs pas forcément de la même époque : la séparation génétique peut avoir été antérieure, concomitante ou postérieure.
Certains anthropologues considèrent depuis longtemps les Andamanais comme une population résiduelle isolée issue des premiers humains ayant quitté l'Afrique et peuplé l'Asie du sud, tout comme les autres populations australoïdes. D'après les études sur l'ADN, les Andamanais semblent être la population humaine résiduelle la plus isolée génétiquement de toutes les autres vivant actuellement et possiblement issue d'une vague de migration antérieure à celle des autres populations de Négritos. Néanmoins, des études récentes de l'ADN mitochondrial donnent à penser que les Andamanais sont un peu plus liés à d'autres populations asiatiques qu'aux Africains modernes. Selon une autre étude publiée en 2015, fondée sur l'ADN autosomal, la population actuelle de l'Inde pourrait être en grande partie issue d'un mélange assez récent, datant de quelques millénaires seulement, entre une ancienne population autochtone de l'Inde relativement proche génétiquement des Onges (population ayant servi de référence dans l'étude) des îles Andaman, et une population eurasienne de l'ouest originaire des environs du Caucase arrivée plus tardivement par le nord-ouest de l'Inde. Dans le mélange, les populations du sud de l'Inde sont restées un peu plus proches des Andamanais tandis que les populations du nord de l'Inde sont un peu plus proches des eurasiens de l'ouest.
Les cinq ethnies recensées, d'apparences et de mode de vie très similaires, sont regroupées en deux groupes : 
- Les Grands Andamanais : à l’arrivée des Britanniques il y a 150 ans, les Grands Andamanais représentaient une population de 5 000 personnes. Ils ne sont aujourd’hui plus que 52 selon Survival International. Ainsi, on les considère comme le plus petit peuple au monde pour ce qui est de la population. En 1970, les autorités indiennes ont décidé de transférer la vingtaine d’individus restants sur l’îlot de Strait Island où ils dépendent depuis entièrement des subsides du gouvernement indien. Leur population a cependant recommencé à croître. On déplore toutefois l'extinction de l'une des plus vieilles cultures du monde, la tribu Bo, qui aurait habité les îles Andaman depuis 65 000 ans. À la mort de Boa Sr., le 4 février 2010, s'est aussi éteinte la langue Bo, qu'elle était la dernière à parler[10].

- Un groupe Onge-Jarawa, regroupant : 
  - Les Sentinelles : la population sentinelle compte entre 50 et 200 individus. Ils n’ont établi aucun contact amical avec le monde extérieur, et sont d'ailleurs considérés comme le peuple le plus isolé du monde. Ils vivent sur leur propre île (île de North Sentinel) d’une superficie de 47 km2 et s’attaquent à quiconque s’en approche. De ce fait, les informations les concernant sont très fragmentaires. Ils seraient présents depuis 60 000 ans sur leur île, faisant partie des premières populations humaines émigrées d'Afrique. Ce sont des chasseurs-cueilleurs utilisant les techniques de l'âge de pierre. S'ils sont capables d'utiliser le feu, ils semblent cependant incapables de le produire.
  - Les Jarawa : ils sont eux aussi restés volontairement isolés des colons qui se sont installés sur leurs îles au cours des cent cinquante dernières années, faisant preuve d’une hostilité constante envers les envahisseurs qui empiétaient sur leurs terres et chassaient leur gibier. Leur nombre est passé de 8 000 avant la colonisation britannique à moins de trois cents aujourd'hui. À la suite d'une pétition lancée par Survival International, l'État indien a dû abandonner son projet de transférer cette population. En 2006, les deux cent soixante-dix derniers Jarawa sont en danger. Une route en cours d'élargissement risque de détruire complètement l'environnement de cette tribu. Les braconniers ainsi que les colons souhaitant développer le tourisme dans cette région sont responsables de la construction de cette route. Une campagne internationale orchestrée par Icra International[11] est en cours afin d'influencer le gouvernement indien pour assurer la protection des Jarawa.
  - Les Onge : il ne reste aujourd’hui que quatre-vingt-dix-neuf Onge ; la réserve qu’ils occupent sur la Petite Andaman couvre moins du tiers du territoire qu’ils occupaient originellement. Leur population a, elle aussi, tragiquement diminué de plus de 85 % au cours de ce dernier siècle, du fait de mauvais traitements de la part des colons, de l'introduction de maladies ou de l'alcool. À l’instar des Grands Andamanais, les Onge, autrefois indépendants et autosuffisants, ont été contraints d’accepter une situation de dépendance vis-à-vis de l’administration.
  - Les Jangil : cette population qui vivait sur sa propre île a aujourd'hui totalement disparu.

Ces regroupements, basés sur la linguistique et la génétique, sont susceptibles de réévaluations en fonction des recherches en cours.

## Tsunami du 26 décembre 2004
Le séisme du 26 décembre 2004 dans l'océan Indien a provoqué la mort d'environ 7 000 personnes dans les îles Andaman-et-Nicobar. Certaines îles ont été coupées en deux, d'autres en grande partie submergées. Les premiers jours après la catastrophe, les autorités indiennes ont craint que les tribus isolées n'aient péri. Mais apparemment, ces personnes auraient ressenti qu'un danger se préparait en écoutant le cri des animaux. D'autres comme les Jarawas ont vu l'océan se retirer et se sont enfuis sur les hauteurs. Les autorités purent être soulagées après qu'un hélicoptère survolant le territoire des Sentinelles eut été la cible de flèches tirées par des indigènes regroupés sur la plage. Depuis, les autorités indiennes, soucieuses de reconstruire l'économie locale, ont accordé des permis de construire à de nombreux hôteliers. La chaine Taj prévoit de bâtir un complexe haut de gamme sur le plage de Radhanagar, où n'existent pour l'instant que des bungalows en bois.

## Tourisme
Depuis les années 1980, l'archipel connaît un développement touristique permanent. Mais celui-ci a connu un ralentissement quand, à la suite d'un référendum, la population locale soutenue par l'armée a refusé l'ouverture d'un aéroport international. Il faut prendre l'un des rares vols intérieurs reliant Madras ou Calcutta à l'aéroport de Port Blair ou s'embarquer pour une traversée de cinq jours du golfe du Bengale en bateau.
Après le tsunami du 26 décembre 2004, il y a eu une importante baisse des réservations hôtelières jusqu'à l'année suivante.